# 新地駅
新地駅（しんちえき）は、福島県相馬郡新地町谷地小屋（やちごや）字舛形（ますがた）にある、東日本旅客鉄道（JR東日本）常磐線の駅である。
常磐線における福島県最北の駅であり、JR東日本水戸支社の最北端駅である。また、1日に2本のみ、仙台発当駅止まりの列車が存在する。

## 歴史
- 1897年（明治30年）11月10日：日本鉄道の駅として開業[2][3]。
- 1906年（明治39年）11月1日：日本鉄道が国有化され、官設鉄道の所属となる[3]。
- 1909年（明治42年）10月12日：線路名称の制定により、常磐線の所属となる。
- 1949年（昭和24年）6月1日：日本国有鉄道が発足。
- 1962年（昭和37年）3月1日：貨物の取り扱いを廃止[3]。
- 1984年（昭和59年）2月1日：荷物の扱いを廃止[3]。駅員無配置駅となる[4]。
- 1987年（昭和62年）4月1日：国鉄分割民営化により、JR東日本の駅となる[3]。
- 2009年（平成21年）3月14日：ICカード「Suica」の利用が可能となる[報道 1]。
- 2011年（平成23年）
  - 3月11日：東日本大震災（東北地方太平洋沖地震）による大津波により、停車中の上り普通列車[注 2]とともに被災し、ホームと跨線橋を残して、駅や周辺一帯が壊滅。列車も数十メートル押し流されて大破[新聞 1]。約40人の乗客は偶然乗り合わせていた警察官2人の誘導で高台へ、乗務員も跨線橋に避難し、全員が無事であった[5]。
    - 当日この列車は地震前に発生した沿線火災の影響で遅れが発生しており、安全確認のため停車中だった[6]。

  - 4月12日：常磐線代行バスの運行を開始。新地町役場前に新地停留所を設置。代行バスの快速便が途中停車する唯一の停留所であった[注 3]。
  - 4月14日：被災車両の解体撤去作業を開始。同月16日に終了[新聞 2][新聞 3]。
  - 6月3日：東北運輸局の会議において坂元駅と当駅の内陸側への移設を自治体が望んでいることが明らかになる[新聞 4]。
- 2012年（平成24年）3月5日：東日本旅客鉄道水戸支社が、震災前より山側に駅を移転させる計画を発表した[報道 2]。
- 2014年（平成26年）春ごろ：駒ケ嶺駅 - 浜吉田駅間の移設復旧工事に着手[報道 3]。
- 2016年（平成28年）
  - 12月9日：相馬駅 - 亘理駅間の代行バスの運転を終了。新地停留所を廃止。
  - 12月10日：相馬駅 - 浜吉田駅間の運行を再開[報道 4]。旧駅舎から約300メートル西側（北緯37度52分40秒 東経140度55分30秒 / 北緯37.87778度 東経140.92500度）に移設された新駅舎で営業を再開[報道 4][新聞 5]。ホームは地上駅2面3線から地上駅2面2線の相対式ホームとなった[7]。駒ケ嶺駅 - 浜吉田駅間の内陸側移設復旧にともない、当駅 - 坂元駅間の営業キロが0.1キロメートル長い5.5キロメートルに、当駅 - 駒ケ嶺駅間の営業キロが0.2キロメートル短い4.2キロメートルに変更される[報道 5]。
- 2017年（平成29年）2月：相馬駅の業務委託化に伴い、原ノ町駅管理下となる。
- 2019年（令和元年）9月中旬ごろ：列車交換設備の有効長延伸工事が完成し、特急列車など10両編成の列車交換にも対応する（ホーム有効長は再開時同様の6両編成分）。
- 2024年（令和6年）10月1日：えきねっとQチケのサービスを開始[1][報道 6]。

## 駅構造
相対式ホーム2面2線を有する地上駅である。互いのホームは跨線橋により連絡している。2020年（令和2年）春の全線再開にあわせて特急列車が再設定されるため、10両編成どうしの運転停車対応にすべく、列車交換設備の有効長延伸が行われた。
原ノ町統括センター（原ノ町駅）が管理し、新地町が受託する簡易委託駅である。駅舎には出札窓口と簡易Suica改札機が設置されている。なお、指定券の取り扱いと改札業務は行っていない。

### のりば
| 番線 | 路線    | 方向 | 行先             |
| ---- | ------- | ---- | ---------------- |
| 1・2 | ■常磐線 | 下り | 岩沼・仙台方面   |
| 1・2 | ■常磐線 | 上り | 相馬・原ノ町方面 |

- 1番線を主本線とした一線スルー配線となっており、通常は上下線とも1番線を使用する。
- 2番線は当駅始発の仙台方面行きの列車のほか、対向列車と行き違う原ノ町方面の列車が使用する。

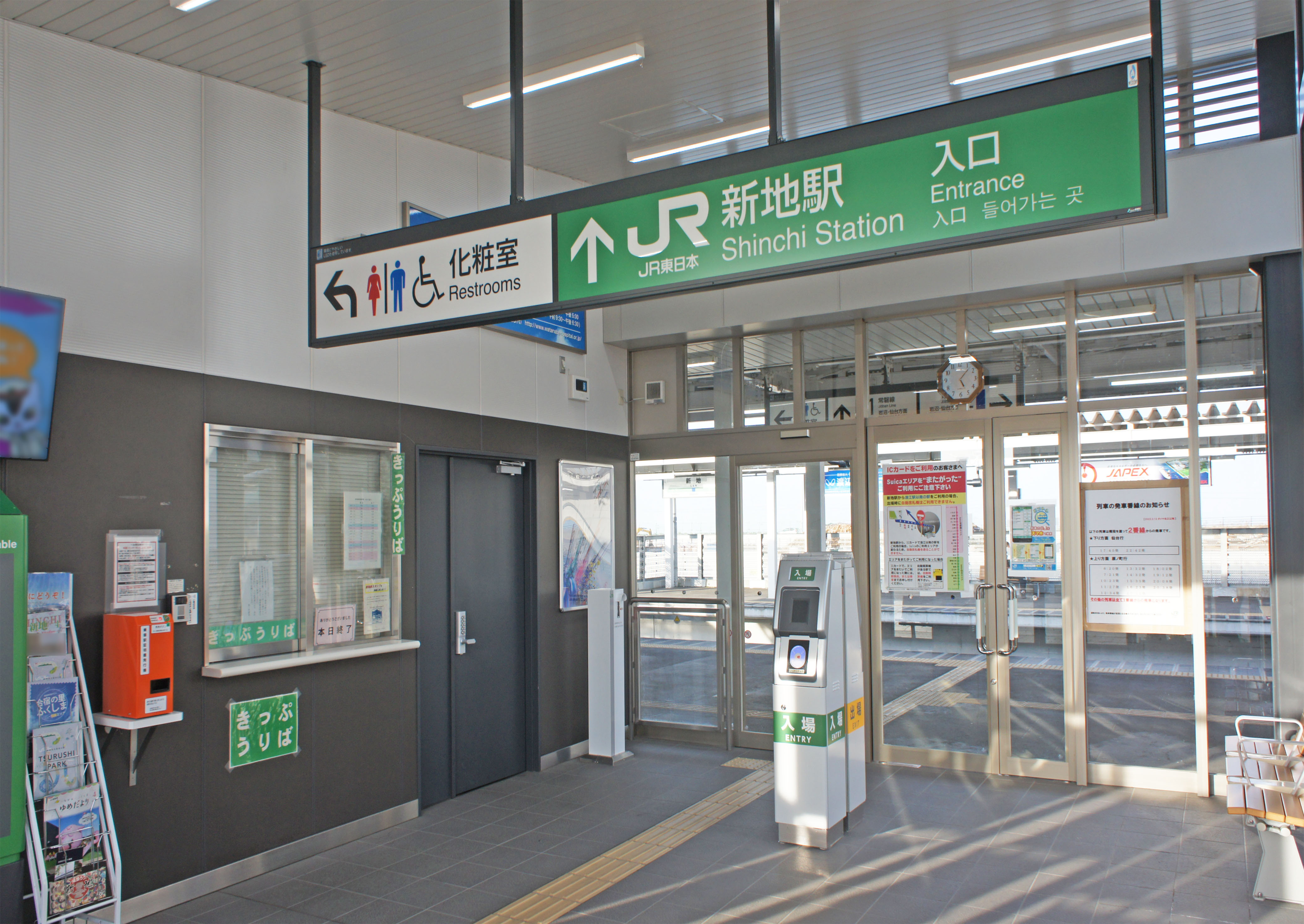
改札口（2022年4月）
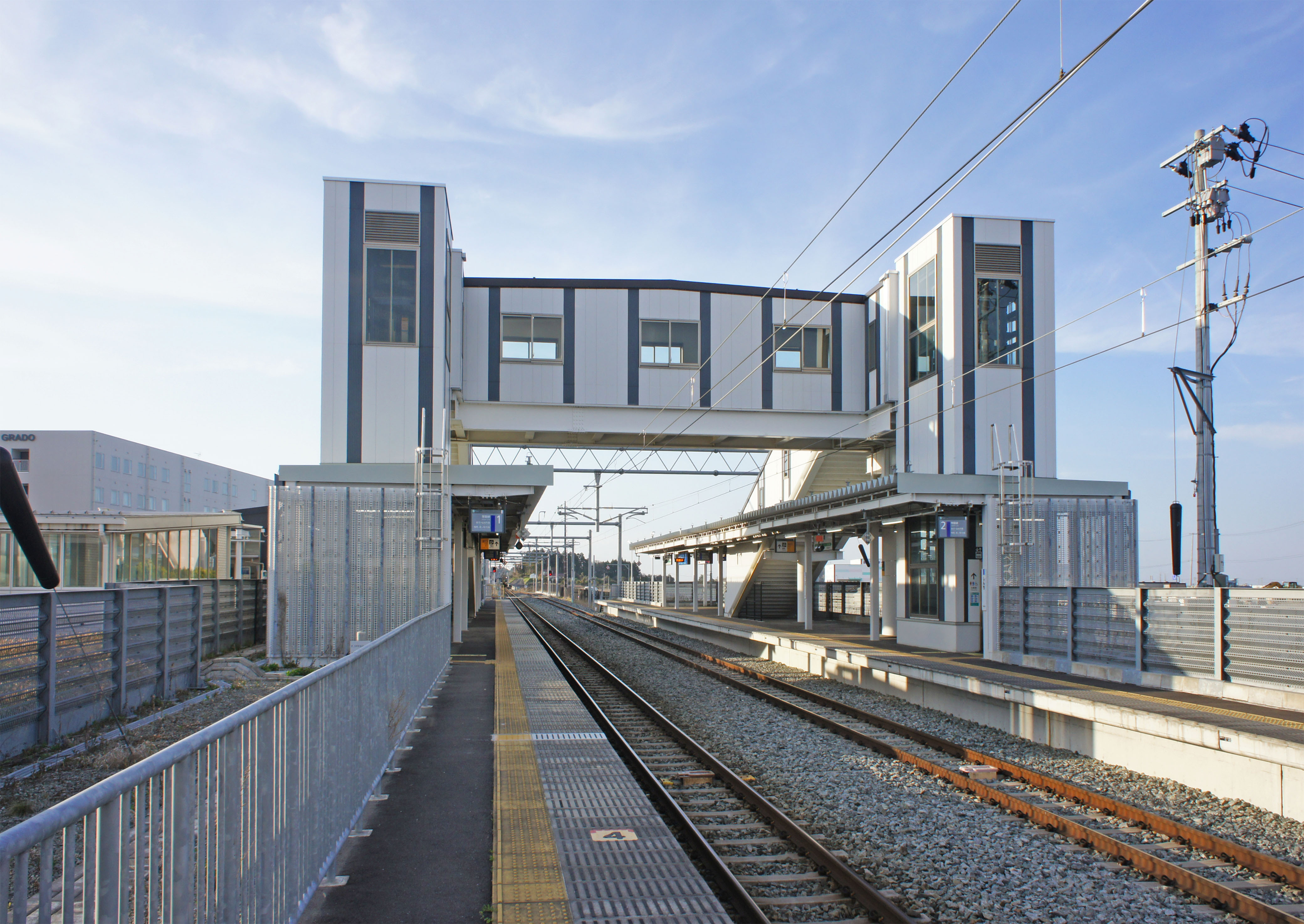
ホーム（2022年4月）

### 旧駅時代
移転前は単式ホーム1面1線と島式ホーム1面2線、計2面3線のプラットホームを有する地上駅であった。ホームと駅舎との間は跨線橋により連絡していた。また、ホーム上に待合所が設置されていた。東日本大震災（東北地方太平洋沖地震）により発生した大津波により、旧駅舎はホームと跨線橋を残して流失した。
国道6号より1キロメートル弱東に離れた住宅地と田園地帯の中にあった。国道から駅に通じる道は、駒ケ嶺駅とは異なり直通の直線道路ではなく、道幅も若干狭かった。

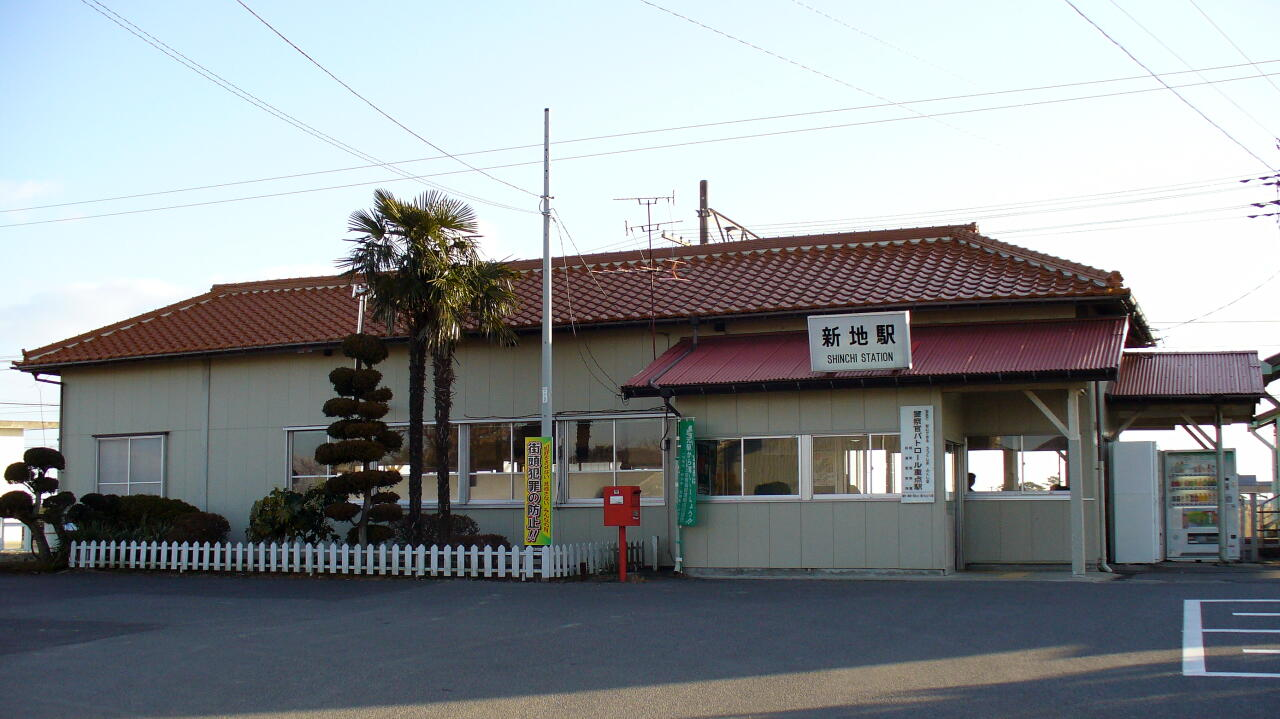
旧駅舎（2008年1月）
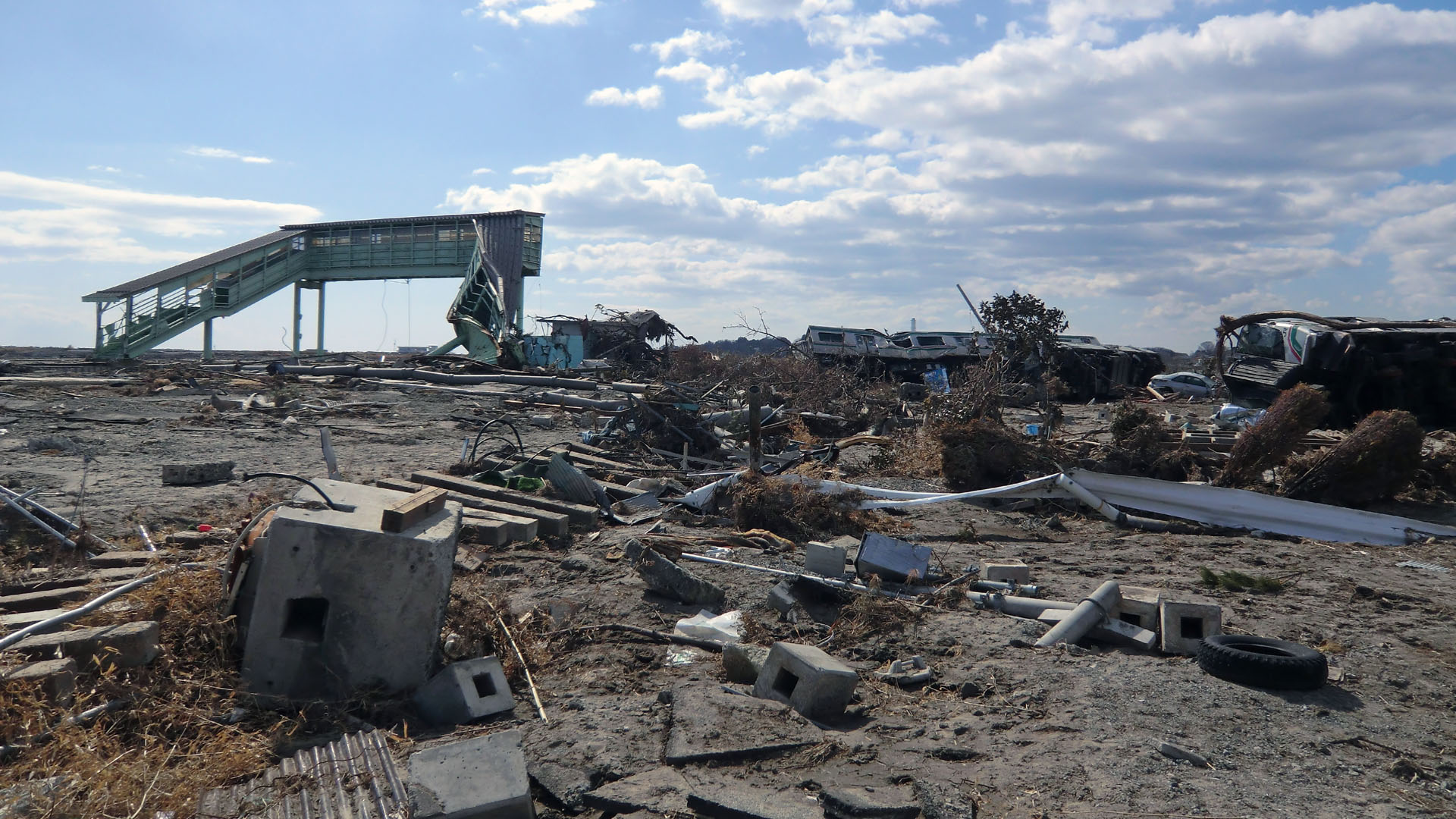
震災後の新地駅。駅舎は全壊し跨線橋も損壊、列車（E721系電車）も脱線大破した（2011年4月）
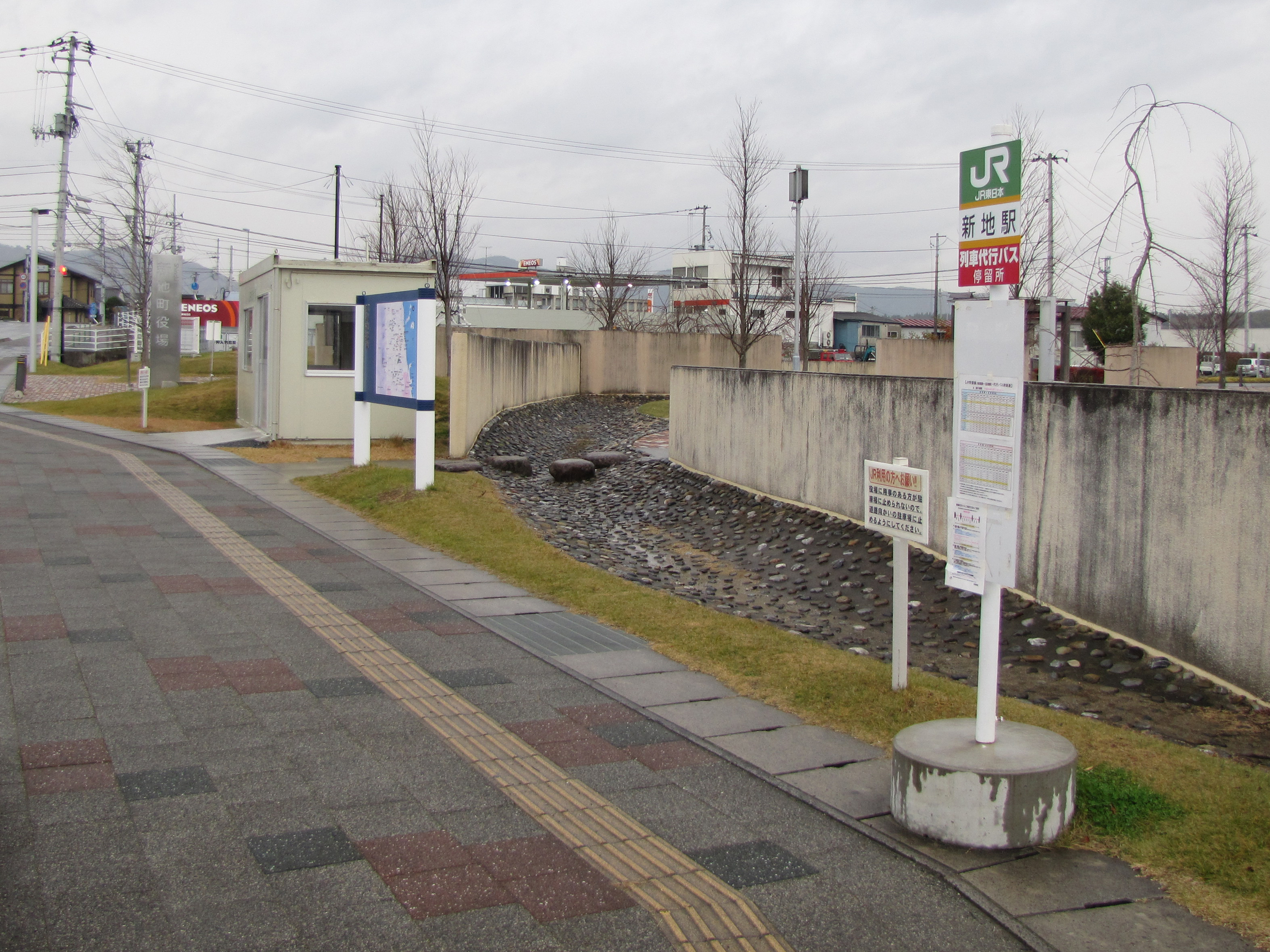
新地町役場前に設置された代行バスのりば（2012年11月）

## 利用状況
JR東日本によると、2023年度（令和5年度）の1日平均乗車人員は263人である。
2001年度（平成13年度）以降の推移は以下のとおりである。
| 1日平均乗車人員推移 | 1日平均乗車人員推移 | 1日平均乗車人員推移 | 1日平均乗車人員推移 | 1日平均乗車人員推移 |
| 年度                | 定期外              | 定期                | 合計                | 出典                |
| ------------------- | ------------------- | ------------------- | ------------------- | ------------------- |
| 2001年（平成13年）  |                     |                     | 414                 | [ 利用客数 2 ]      |
| 2002年（平成14年）  |                     |                     | 401                 | [ 利用客数 3 ]      |
| 2003年（平成15年）  |                     |                     | 399                 | [ 利用客数 4 ]      |
| 2004年（平成16年）  |                     |                     | 378                 | [ 利用客数 5 ]      |
| 2005年（平成17年）  |                     |                     | 347                 | [ 利用客数 6 ]      |
| 2006年（平成18年）  |                     |                     | 337                 | [ 利用客数 7 ]      |
| 2007年（平成19年）  |                     |                     | 341                 | [ 利用客数 8 ]      |
| 2008年（平成20年）  |                     |                     | 321                 | [ 利用客数 9 ]      |
| 2009年（平成21年）  |                     |                     | 322                 | [ 利用客数 10 ]     |
| 2010年（平成22年）  |                     |                     | 317                 | [ 利用客数 11 ]     |
| 2011年（平成23年）  | 営業休止            | 営業休止            | 営業休止            |                     |
| 2012年（平成24年）  | 17                  | 157                 | 174                 | [ 利用客数 12 ]     |
| 2013年（平成25年）  | 18                  | 173                 | 192                 | [ 利用客数 13 ]     |
| 2014年（平成26年）  | 17                  | 143                 | 161                 | [ 利用客数 14 ]     |
| 2015年（平成27年）  | 18                  | 163                 | 181                 | [ 利用客数 15 ]     |
| 2016年（平成28年）  | 37                  | 172                 | 209                 | [ 利用客数 16 ]     |
| 2017年（平成29年）  | 70                  | 199                 | 270                 | [ 利用客数 17 ]     |
| 2018年（平成30年）  | 72                  | 208                 | 281                 | [ 利用客数 18 ]     |
| 2019年（令和元年）  | 73                  | 206                 | 279                 | [ 利用客数 19 ]     |
| 2020年（令和02年）  | 39                  | 191                 | 231                 | [ 利用客数 20 ]     |
| 2021年（令和03年）  | 41                  | 193                 | 235                 | [ 利用客数 21 ]     |
| 2022年（令和04年）  | 57                  | 194                 | 251                 | [ 利用客数 22 ]     |
| 2023年（令和05年）  | 65                  | 197                 | 263                 | [ 利用客数 1 ]      |

## 駅周辺
- ホテルグラード新地（つるしの湯）
- 新地町役場
- 新地郵便局
- 相馬警察署新地駐在所
- 相馬広域消防本部相馬消防署新地分署
- 釣師浜海水浴場
- 釣師浜漁港
- 新地貝塚
- 国道6号（陸前浜街道）
- 福島県道・宮城県道38号相馬亘理線
- 宮城県道・福島県道103号金山新地停車場線
- 福島県道171号新地停車場釣師線
- 福島県道273号赤柴中島線
- 濁川

## 隣の駅
東日本旅客鉄道（JR東日本）
■常磐線
駒ケ嶺駅 - 新地駅 - 坂元駅

### 記事本文